# Guitarra solorzanoi
Guitarra solorzanoi är en svampdjursart som beskrevs av Cristobo 1998. Guitarra solorzanoi ingår i släktet Guitarra och familjen Guitarridae. Inga underarter finns listade i Catalogue of Life.